# Viessoix
Viessoix é uma ex-comuna francesa na região administrativa da Normandia, no departamento de Calvados. Estendeu-se por uma área de 12,96 km². Em 2010 a comuna tinha 808 habitantes (densidade: 62,3 hab./km²).
Em 1 de janeiro de 2016 foi fundida com as comunas de Vassy, Bernières-le-Patry, Burcy, Chênedollé, Le Désert, Estry, Montchamp, Pierres, Presles, La Rocque, Rully, Saint-Charles-de-Percy e Le Theil-Bocage para a criação da nova comuna de Valdallière.